# Гуревич, Анатолий Маркович
Анато́лий Ма́ркович Гуре́вич (7 ноября 1913, Харьков, Российская империя — 2 января 2009, Санкт-Петербург, Россия) — сотрудник советской военной разведки ГРУ, майор ГРУ, разведчик-нелегал, один из руководителей «Красной капеллы».

## Ранние годы
Родился в Харькове в еврейской семье. Отец, провизор Марк Осипович Гуревич (1870 — после 1952), был владельцем большой «Мариинской аптеки М. О. Гуревича» на углу Сумской и Ветеринарной улиц, которая служила явочной квартирой для революционеров-подпольщиков. Мать, Юлия Львовна (урождённая Винницкая, 1879—1959), работала в семейной аптеке фармацевтом-лаборанткой. После установления советской власти отец работал в РКИ и Народном комиссариате здравоохранения. В 1924 году семья переехала в Ленинград.
В ленинградской школе № 13 (бывшая 3-я гимназия, ныне 181 школа Санкт-Петербурга) любимыми предметами были литература, обществоведение и немецкий язык. Гуревич активно участвовал в кружках Осоавиахима.
Как активист добровольного общества «Осоавиахим» учился на городских курсах ПВО, руководитель отряда ПВО на заводе «Знамя труда» № 2. Конец 1930 года, принят на работу в штаб ПВО Нарвского района, 1 марта 1931 г. был зачислен в списочный состав 14-го отделения Ленинградской городской милиции на должность участкового инспектора с прикомандированием к штабу ПВО Нарвского района, был назначен в штабе ПВО района командиром отделения химической роты, а вскоре, заведующим имуществом этой роты. С 10 февраля 1932 г. переведён на должность заведующего имуществом и учётом штаба ПВО района и, вскоре, на должность начальника учётно-хозяйственной части штаба района. Уже 25 июня 1932 г. переведён на должность инспектора ПВО района (занесён в списочный состав в/ч 1173), а 11 ноября 1932 г. — на должность начальника сектора боевой подготовки и начальника химической службы штаба ПВО района. 4 мая 1933 г. стал заместителем начальника штаба, исполнял обязанности начальника ПВО района. В конце 1934 г. начальник спецсектора и группы ПВО Нарвского РЖС, затем начальник спецчасти и группы ПВО Кировского райжилсоюза.
Гуревич учился на рабфаке института железнодорожного транспорта, а затем в институте «Интуриста» (по специальности «работа с иностранцами»).

## Гражданская война в Испании
Участвовал в гражданской войне в Испании в качестве добровольца. В 1937 г. в гостинице «Европейская» в Ленинграде завербован в число советских добровольцев, направленных в Испанию. Отправлялся на теплоходе «Андрей Жданов», заместитель старшего группы на теплоходе. Подлинный заграничный паспорт, отпечатанный в два столбика на бумаге обычного формата на двух языках, русском и французском, был выдан на настоящую фамилию Гуревича. В паспорте стояла выездная виза СССР, транзитная виза Французской Республики и въездная виза Испанской Республики. В Испанию прибыл 30 декабря 1937 г., в Порт-Боу. Был назначен адъютантом-переводчиком капитан-лейтенанта Ивана Алексеевича Бурмистрова, командира подводной лодки «С-4» испанского республиканского военно-морского флота, в званий лейтенанта флота, с испанской фамилией Антонио Гонсалес. Участвовал в переходе подводной лодки «C-4» из Картахены в Барселону. В боевом походе спас жизнь капитану подводной лодки, командиру-подводнику Ивану Бурмистрову, первому из военных моряков, удостоенному звания «Герой Советского Союза».
Служил переводчиком при командарме Г. М. Штерне.
Параллельно он вёл и разведывательную работу. Был привлечён к работе непосредственно с главным военно-морским советником СССР в Испании, сопровождал его в Париж.
В 1938 году вернулся в Испанию для обеспечения успешного перехода через франко-испанскую границу группы советских лётчиков, находящихся в Париже. Вернувшись в Испанию, некоторое время находился при штабе главного советника в Барселоне, а затем был направлен на фронт для участия в защите от мятежников и их итало-германских союзников столицы Каталонии Барселоны. Осенью 1938 г. вернулся в Москву.

## Красная капелла
В 1938 году комдив (генерал-майор) Семён Григорьевич Гендин, и. о. начальника Главного разведывательного управления Генерального штаба РККА, выдвинул Гуревича на работу в Главразведупр НКО СССР. Его подготовкой как разведчика — нелегала занимался комбриг Яков Григорьевич Бронин. В апреле 1939 года закончил центральную школу по подготовке командиров штаба.
В течение полугода Гуревич готовился как шифровальщик и радист. Он получил паспорт на имя уругвайца Винсенте Сьерра, сына богатых родителей. По легенде он приехал в Европу как турист, однако с целью наладить бизнес и заводить деловые связи. На изучение города Монтевидео, в котором он якобы родился и его новой «биографии» Гуревич получил всего несколько дней. В Разведуправлении ему дают псевдоним — Кент. Имел место прокол ГРУ с выдачей фальшивого уругвайского паспорта — другой член разведгруппы, Михаил Макаров, получил точно такой же фальшивый паспорт на имя Карлоса Аламо, со следующим порядковым номером.
17 июля 1939 года Гуревич добирается до Брюсселя, где у него назначена встреча с резидентом ГРУ Леопольдом Треппером, руководителем разведгруппы.
Уругваец Винсенте Сьерра стал появляться в Брюсселе в ресторанах, на верховых прогулках, в театре, ему удаётся завести влиятельные знакомства в высшем обществе Бельгии.
В марте 1940 года Гуревич поехал в Швейцарию на встречу с другим советским разведчиком Шандором Радо (участником «Красной капеллы»), которому нужно было помочь наладить радиосвязь. За период с июля 1941 до октября 1943 года сотни радиограмм в Москву от «Красной капеллы» из Швейцарии содержали ценнейшую информацию: приказы немецкого верховного командования, сведения о передвижении войск и массу оперативных подробностей боевых действий. Однако советское руководство не совсем доверяло этим сообщениям.
После встречи Кент возвращается в Брюссель. В Брюсселе Анатолий Маркович поселился в одном доме с семьёй миллионеров — беженцев из Чехословакии. Они боялись (из-за еврейского происхождения) немецкой оккупации и потому решили уехать из Бельгии. Их дочь Маргарет Барча, гражданская жена «Кента», отказалась уезжать с родителями. Отец Маргарет предложил передать Винсенте Сьерра свои коммерческие связи. Вскоре была открыта торговая фирма «Симекс и Ко». Винсенте Сьерра стал её президентом. Эта фирма-прикрытие разведгруппы приносила большую прибыль и помогала финансово деятельности резидентуры ГРУ.
По случайности, фирма «Симекс и Ко» и гестаповская зондеркоманда, расследовавшая деятельность разведгруппы, размещались в Брюсселе в одном здании, не подозревая об этом. Этот факт нашёл отражение, несколько в другом виде, и в фильме о деятельности «Красной капеллы». По фильму Треппер («большой» шеф, Жан Жильбер) проживал в Париже в одном доме с шефом зондеркоманды Карлом Гирингом.
На улице Атребат в Брюсселе Кент снимает виллу на чужое имя, там находится явка, и там же поселяется Михаил Макаров.
В октябре 1941 резидент в Брюсселе «Кент» получил шифрограмму, в соответствии с которой ему надлежало выехать в Берлин, чтобы возродить утраченный центр разведки с немецкими антифашистами, такими как Харро Шульце-Бойзен (Старшина) и Арвид Харнак (Корсиканец). Позднее эту организация получила у нацистов название «Красный оркестр».
В немецкой столице Гуревич встретился с немецким офицером, обер-лейтенантом — антифашистом Харро Шульце-Бойзеном. По возвращении в Брюссель «Кент» подтвердил по радиосвязи успешное выполнение задания и сообщил в Москву информацию, полученную в Берлине, о трудностях, которые немцы испытывают в снабжении и пополнении резервами, о реалистической оценке немецким командованием провала блицкрига, о возможном наступлении противника весной — летом 1942 года с целью овладения нашими нефтепромыслами.

### Провал Красной капеллы
12 декабря 1941 года на улице Атребат немцы запеленговали передатчик Макарова. Накануне из Парижа приехал Треппер. Однако он почему-то не сказал о том, что на следующий день на вилле собирает разведгруппу «Кента». Утром Треппер позвонил Гуревичу и сообщил, что на вилле арестованы радисты, шифровальщица, а самому Трепперу чудом удалось уйти. Гуревич вызвал Маргарет, и они бежали, не взяв никаких вещей, чтобы не вызвать подозрений. Укрывались какое-то время в Париже, в доме друзей, а затем перебрались в Марсель. Там они прожили на свободе ещё одиннадцать месяцев. Один из радистов, не выдержав пыток, раскрыл шифр, которым пользовался. Немцы стали читать радиограммы, и с изумлением в гестапо прочли адреса Шульце-Бойзена и других подпольщиков в Берлине. Было арестовано, а впоследствии казнено много подпольщиков.
В ноябре 1942 года «Кент» и Маргарет были арестованы в квартире, которую снимали в Марселе. Только после ареста Маргарет узнала о том, что полюбила советского разведчика.

## Арест Кента
10 ноября 1942 года французская полиция передала Гуревича и гражданскую жену в распоряжение гестапо. На основании позднейших исследований архивных документов был сделан вывод, что спустя две недели после ареста Кента германская контрразведка арестовала Отто, который включился в радиоигру с ГРУ под контролем немцев.
На допросе Кенту предъявили радиограммы, излагавшие задания, которые он получал, его шифровки в Центр. Ударом для Гуревича стали радиограммы, которые от его имени гестаповцы передавали в Центр, когда он уже был под арестом. Однако немцы сообщали, что он находился на свободе. Гуревичу удалось в одной из шифровок сообщить в Центр о том, что он под немецким контролем, и Центр принял решение продолжить «радиоигру».
Кент принял правила игры Хайнца Паннвица, возглавившего в 1943 году зондеркоманду «Красная капелла», возможно, надеясь, что найдёт способ переломить её ход, обратить против гестапо.
В конце 1943 года Кент понял, что шеф зондеркоманды боится поражения Германии, тогда он убедил Паннвица перейти на сторону СССР. Ему удалось втайне от Паннвица направить радиограммы в Москву и получить гарантии безопасности для Паннвица.

## Осуждение и реабилитация
21 июня 1945 года на военном самолёте Гуревич с завербованными им германскими контрразведчиками, включая криминального советника Паннвица, возвратился в Москву.
Сразу по приезде был арестован органами контрразведки. Первый допрос Гуревича провели в Москве начальник Главного управления контрразведки «СМЕРШ» и заместитель народного комиссара обороны генерал Виктор Абакумов и народный комиссар государственной безопасности СССР Всеволод Меркулов ночью в присутствии генералитета СМЕРШ и народного комиссариата государственной безопасности СССР. В 1945—1947 годы находился в тюрьме НКВД по обвинению в измене Родине; следствие возглавлял, по утверждению Гуревича, генерал Виктор Абакумов.
Заместитель начальника Следственной части по особо важным делам МГБ (НКГБ) СССР, генерал-майора госбезопасности Александра Георгиевича Леонова, полковник М. Т. Лихачёв обвинил Гуревича в том, что тот информировал о своём аресте из тюрьмы народный комиссариат обороны и Главное разведывательное управление Генерального штаба. Хотя это не было правдой, но тем не менее это показало, что НКГБ держал арест Гуревича в тайне от военных разведчиков. В постановлении ЦК ВКП(б) «О неблагополучном положении в Министерстве государственной безопасности СССР» 11 июля 1951 года сказано: «Снять с занимаемых постов начальника следственной части по особо важным делам МГБ СССР т. Леонова и заместителя начальника следственной части т. Лихачёва как способствовавших Абакумову обманывать партию и исключить их из партии».
Отцу Гуревича было официально объявлено, что он «пропал без вести при обстоятельствах, не дающих право на льготы», о том, что его сын жив, он узнал лишь в 1948 году.
В январе 1947 года особым совещанием при МГБ СССР был приговорён к 20 годам заключения по статье 58-1 «а» УК РСФСР ("измена Родине "). Также были осуждены и другие, оставшиеся в живых, в том числе Леопольд Треппер и Шандор Радо. В лагерях Гуревич создал себе «легенду», что сидит за то, что был в плену у гитлеровцев. В лагерях Воркуты находился по октябрь 1955 года.
В Воркутлаге работал на общих работах в лагере ПГС, а затем в планово-производственной части (ППЧ) этого лагеря, лагеря на шахте № 18 и старшим экономистом ППЧ на 8-й шахте, позднее в Речлаге экономистом в лаготделении при шахте № 40 (до августа 1951), в лаготделении № 3 (ШУ-2: шахты № 12, 14 и 16). После Воркутинского восстания этапирован в штрафной лагерь на 3 месяца (причины наказания неясны, так как, по словам Гуревича, в волнениях он активного участия не принимал). Оттуда переведён в лаготделение № 5 (при шахте № 40), где с ноября 1953 года работал на научно исследовательской мерзлотной станции (ВНИМС) Института мерзлотоведения Академии наук СССР.
В 1955 году был освобождён по амнистии, но не реабилитирован. Также были освобождены и покинули СССР Леопольд Треппер, Шандор Радо, Хайнц Паннвиц, Эмме Кемпа, Густав Слука. Треппер впоследствии написал книгу, где вину за провал «Красной капеллы» возложил на Кента, назвав его подлинное имя; такую же версию изложил писатель Жиль Перро в своей книге «Красная капелла».

И. А. Дамаскин в книге «Сто великих разведчиков» пишет: 
«Большинство участников бельгийской „Красной капеллы“ после пыток было казнено. Но самое страшное, что на многих легло незаслуженное пятно предательства, как, например, на К. Ефремова и М. Макарова. Велика в этом „заслуга“ Л. Треппера, оговорившего в своих послевоенных показаниях и в книге „Большая игра“ Гуревича, Ефремова, Макарова и некоторых других».
10 сентября 1958 года Анатолий Маркович Гуревич начал добиваться справедливости, писал письма в различные инстанции, но вновь был арестован. 20 июня 1960 года освобождён из мордовского лагеря условно-досрочно.
Гуревич обратился 5 января 1989 г «Комиссию по дополнительному изучению материалов, связанных с репрессиями» при Политбюро ЦК КПСС, председателем которой являлся член Политбюро, секретарь ЦК КПСС Александр Николаевич Яковлев.
13 января 1989 г. Гуревичем было получено письмо за № 13/223 88. Его подписал старший помощник Генерального прокурора СССР, государственный советник юстиции 2-го класса В. И. Андреев:
«По Вашему заявлению, адресованному Комиссии при Политбюро ЦК КПСС, о реабилитации в судебном порядке Прокуратурой СССР изучены материалы архивного уголовного дела в отношении Вас и Треппера Л. З., проведена дополнительная проверка изложенных в заявлении фактов. Установлено, что на допросах в 1942—1943 гг. Вы сообщали представителям контрразведывательных органов фашистской Германии известные Вам совершенно секретные сведения, составлявшие в тот период государственную тайну, дали своё согласие на сотрудничество с немецкой разведкой. Получая сведения от советских разведчиков, передавали их гестапо. Кроме того, по заданию немцев направляли в Москву ложные сведения военно-политического характера, дезинформируя тем самым советское командование. Перечисленные выше Вами действия правильно квалифицированы по ст. 58-1б УК РСФСР (в редакции 1926 г.). Ваша вина в совершении преступления, предусмотренного ст. 58 1б УК РСФСР, полностью доказана показаниями Треппера Л. З., Панцингера Ф., Паннвица X. и другими имеющимися в деле материалами. Изложенные в заявлении доводы при проверке не подтвердились. Для постановки перед руководством Прокуратуры Союза ССР вопроса об опротестовании обжалуемого постановления „Особого совещания“ при МГБ СССР от 08.01.47 в отношении Вас не имеет оснований».
22 июля 1991 года Гуревич был полностью реабилитирован: заключение о реабилитации было подписано заместителем генерального прокурора СССР — Главным военным прокурором генерал-лейтенантом юстиции А. Ф. Катусевым.
Умер в 95-летнем возрасте от продолжительной болезни в Санкт-Петербурге в ночь на 3 января 2009 года. Похоронен на Богословском кладбище.

Могила А. М. Гуревича на Богословском кладбище

## Личная жизнь
Был женат на Лидии Васильевне Кругловой(р. 7.11.1926). Кроме того, имел гражданскую жену Маргарет Барча и сына Мишеля Барча во Франции. В Испании проживает внук разведчика Саша Барча, правнуки Бель и Николь.

## Награды и премии
- Премия «Человек года» в номинации «Мужество» за огромный вклад в победу над гитлеровской Германией (2008, Федерация Еврейских общин России)[18].

## Сочинения
- Anatoli Gourévitch. Un certain monsieur Kent. — Paris: Grasset, 1995. — 315 с., [4] л. ил. — ISBN 2-246-46331-9
- Гуревич А. М. Разведка — это не игра. Мемуары советского резидента Кента[12]. — СПб.: Нестор, 2007. — 500 с. — ISBN 978-5-303-00304-0
- Гуревич А. М. (сост.) Ленинградцы в Испании. — [3-е изд., доп. и испр.]. — Л.: Лениздат, 1989. — 411, [1] с., ил. — ISBN 5-289-00259-6

## Комментарии
1. ↑  Однако американец Джон Нобл в своих мемуарах пишет, что стаченый комитет 3-го лаготделения (шахты  №№ 12, 14, 16) возглавил и вёл переговоры Гуревич, русский еврей, бывший советский дипломат в Париже (А. М. Гуревич не сообщал о причине своего ареста), арестованный вскоре после войны[14]. Заграничный украинский исследователь ГУЛага Андрей Микулин, подтверждая участие Гуревича в забастовке, комментирует это  сообщение так: "Американец Джон Нобл, вернувшийся в январе 1955 г. в США из Воркуты, где участвовал в забастовке на шахте лаготеделения 3, был убеждён, что забастовкой в том лагере руководил будто бы Гуревич, бывший атташе советского посольства в Париже. («Нью-Йорк Таймс», апрель 1955 г.). Однако Гуревич, находясь в лагерях, давно уже был известен подпольной организации как опасный сексот. Когда случилось восстание, его припёрли к стене и поставили перед выбором: либо передавать требования узников администрации лагеря, взяв на себя все риски, либо смерть на месте. Гуревич выбрал жизнь и, исполнив с огорчением свою миссию, исчез без всякого следа"[15].